# کوسوکه کیشیموتو
کوسوکه کیشیموتو (ژاپنی: 岸本 浩右؛ زادهٔ ۱۳ اکتبر ۱۹۶۷) یک بازیکن فوتبال اهل ژاپن است.
از باشگاه‌هایی که در آن بازی کرده‌است می‌توان به باشگاه فوتبال کاوازاکی فرونتال، باشگاه فوتبال جف یونایتد چیبا و باشگاه فوتبال وگالتا سندای اشاره کرد.